# Keep Smiling (film 1925)
Keep Smiling è un film muto del 1925 diretto da Albert Austin e Gilbert W. Pratt.

## Trama
Dopo un disastro in mare subìto quand'era bambino, un ragazzo soffre di idrofobia. Inventa così un salvagente innovativo che si gonfia in automatico appena colpisce l'acqua. La sua invenzione salva la vita di Rose Ryan, figlia di un magnate di vapore; l'industriale gli affida il suo motoscafo con il quale deve partecipare a una gara. Spaventato e isterico, il giovane deve vedersela non solo con la terrorizzante - per lui - distesa di acqua che lo circonda, ma anche con un meccanico che vuole boicottare l'imbarcazione. Più che altro per fortuna, il giovanotto vince la gara, convince Ryan della bontà della sua invenzione e conquista la ragazza.

## Produzione
Il film fu prodotto dalla Monty Banks Productions Inc.

## Distribuzione
Il copyright del film, richiesto dalla Monte Banks Pictures Corp., fu registrato il 28 agosto 1925 con il numero LU21781. Distribuito dall'Associated Exhibitors, il film uscì nelle sale cinematografiche USA il 6 settembre 1925.
Nel Regno Unito, venne distribuito il 10 luglio 1926 dalla Ideal Films Ltd.
La pellicola fu considerata perduta per molti anni, finché non ne venne ritrovata una copia in positivo negli archivi russi della Gosfilmofond. Trascritta in digitale, è stata donata alla Library of Congress di Washington e presentata il 20 ottobre 2010.